# Inštitut za avstrijsko zgodovinsko raziskovanje
Inštitut za avstrijsko zgodovinsko raziskovanje (nemško Institut für Österreichische Geschichtsforschung), kratica IFÖG) je zgodovinska izobraževalna in raziskovalna institucija s sedežem na Dunaju.
Inštitut je bil ustanovljen leta 1854, da bi z raziskovanjem zgodovine krepil patriotizem v Avstrijskem cesarstvu, vendar se je že pod ravnateljstvom Theodorja von Sickla (1869-1891) po zgledu pariške École nationale des chartes razvil v eno glavnih evropskih raziskovalnih in izobraževalnih ustanov na področju pomožnih zgodovinskih znanosti. Sodelavci inštituta so se specializirali predvsem za raziskovanje srednjeveške zgodovine in izdajo virov; me drugim še danes sodelujejo pri izdaji temeljne zbirke virov Monumenta Germaniae Historica. Poleg tega izvajajo specialistični podiplomski študij, ki na svojem področju sodi med najbolj uveljavljene.
Študij na Inštitutu so zaključili tudi nekateri slovenski zgodovinarji in umetnostni zgodovinarji, med drugim: Josip Mantuani, Franc Komatar, Vladimir Levec, Josip Mal, France Stelé, Milko Kos, Dušan Kos, Peter Štih in Andrej Komac.

## Seznam ravnateljev
- Albert Jäger (1854-1869)
- Theodor von Sickel (1869-1891)
- Heinrich von Zeißberg (1891-1896)
- Engelbert Mühlbacher (1896-1903)
- Emil von Ottenthal (1903-1926)
- Oswald Redlich (1926-1929)
- Hans Hirsch (1929-1940)
- Otto Brunner (1940-1945)
- Leo Santifaller (1945-1962)
- Heinrich Fichtenau (1962-1983)
- Herwig Wolfram (1983-2002)
- Karl Brunner (2002-2009)
- Thomas Winkelbauer (od 2010)